# 斯康托爾普灣
64°54′S 62°52′W / 64.900°S 62.867°W
斯康托爾普灣是南極洲的海灣，位於葛拉漢地的丹科海岸，屬於帕拉代斯港的一部分，以挪威捕鯨者命名，現時由南極條約體系管理。